# Turbó (film)
A Turbó (eredeti cím: Turbo) 2013-ban bemutatott amerikai 3D-s számítógépes animációs film, amely a 27. DreamWorks-film eredeti ötlete David Sorentől származik, akinek ez az első egész estés animációs filmje.
A film története egy csigáról szól, aki arról álmodik, hogy ő legyen a világ leggyorsabb csigája, és egy nap – csodával határos módon – az álma valóra válik.
A filmet Amerikában 2013. július 19-én, míg Magyarországon október 17-én mutatták be a mozikban az InterCom Zrt. forgalmazásában.

## Cselekménye
Theo, alias Turbó, egy hétköznapi kerti csiga, aki arról álmodozik, hogy a világ egyik leggyorsabb versenyzője válhasson belőle, akárcsak nagy példaképe, a többszörös Indianapolisi 500-as bajnok, Guy Gagne. Megszállottsággal felérő, elérhetetlen álma a gyorsaság után azonban kirekeszti a lassú és megfontoltan haladó csigaközösségből, és állandóan rossz fényt vet idősebb bátyára, Chetre is. Theo kétségbeesetten szeretne menekülni a csigatempójú életmódból, amelyben él, ezt bebizonyítva, megpróbál megmenteni egy paradicsomot egy fűnyíró elől, ami csaknem végzetes következményekkel jár reá nézve, s végül Chetnek kell őt megmentenie.
Az esetet követően Theo egy autópályára vándorol, ahol az autóforgalmat csodálva, azt kívánja, bár ő is ilyen gyors lehetne. Hirtelen egy utcai verseny kellős közepén találja magát, ahol belezuhan egy versenyautó motorjába, a DNS-ébe határtalan mennyiségű dinitrogén-oxid épül bele. Bár Theo megússza a kalandot, és épségben visszatér a kertbe, rövidesen váratlan, új képességeket fedez fel önmagában, képes a szemével világítani, mint a fényszórók, a háza hátsó lámpaként világít, s a szájából zene szól, mint egy autórádióból.
Rövidesen arra is rájön, hogy balesetének hála hihetetlen sebességre tett szert, ám új képességének legelső demonstrálása csaknem letarolja az egész kertet. Ennek következtében őt és Chetet kirúgják a csigaközösségből. Nem sokkal később Chetet elragadja néhány varjú, ám Theónak sikerül őt megmentenie, miközben mindketten egy lepukkant plázánál kötnek ki, ahol Tito, egy fiatalember, egy taco furgon vezetője talál rájuk, és magával viszi őket. A két testvér rövidesen egy csigaversenyre kerül, egy csapat versenycsiga közé, amit Tito rendez a pláza dolgozóinak. Theo lenyűgözi mind az embereket és a versenycsigákat egyaránt páratlan képességével, és a versenycsigák vezetője, Ostor felajánlja neki, hogy csatlakozzon a csapatukhoz, aminek a tagjai mind vagány csigák.
Tito elhatározza, hogy Theóval újrateremti a pláza jó hírét, és vendégeket csődít, ám próbálkozása kezdetben nem jár sikerrel. Végül Theo meggyőzi Titót, hogy nevezze be őt az Indy 500-ba, mint versenyzőt. Amíg Tito testvére, Angelo egyáltalán nem támogatja öccsének az ötletét, addig a pláza többi dolgozója vállalja, hogy elkísérik Titót Indianapolisba, a versenyre, és a szponzorcsapata lesznek. Bár a jelentkezésnél csaknem elvezettetik Titót, akit őrültnek néznek, amiért egy csigát akar benevezni a versenyre, Turbó kijut a versenypályára, ahol alkalma lesz megmutatni az embereknek a sebességét, köztük Guy Gagne-nek is.
Turbó hamarosan a média legnagyobb szenzációjává válik, végül a verseny alapítójához is eljut a híre, aki az emberek és Guy Gagne támogatásának fényében végül engedélyezi, hogy csiga is indulhasson a versenyen. Azonban a verseny előestéjén Turbó óriásit csalódik, amikor hőse, Gagne gúnyosan elmondja neki, hogy sosem fogja megnyerni a versenyt, s Chet is bevallja, hogy nem tudja elviselni, hogy az öccse milyen veszélynek van kitéve a versenyautók között. Ettől függetlenül Turbó másnap elindul a versenyen, ám képtelem megtalálni a helyét a versenyautók között, így sokáig a legutolsó helyre kerül.
A kiállásnál Ostor és a csapat azt tanácsolják neki, hogy vezessen úgy, mint egy csiga. Turbó ezen felbátorodva, kihasználva egyedi képességeit, csigaként, amiket más autó nem tud, megelőzi többi versenytársát. Turbó végül Guy Gagne-nel halad fej-fej mellett, a versenyző azonban megpróbál ráhajtani Turbóra, akinek egy szerencsétlen ütközéstől megsérül a háza. Bár folytatja a versenyt, felfedezi, hogy a gyors sebességre való képessége kezd gyengülni. Végül sikerül megelőznie Gagne-t, aki azonban nem hajlandó beletörődni, hogy egy csiga legyőzze, így egy váratlan fordulattal tömegszerencsétlenséget okoz a pályán. A baleset következtében Turbónak végleg elszáll a sebességereje, és emiatt csüggedten visszahúzódik a házába. Az utolsó pillanatban Chet és a versenycsigák varjúháton érkeznek a pályára, miközben Chet arra biztatja öccsét, hogy most saját erejéből fejezze be az utolsó pár métert és nyerje meg a versenyt. Így Turbó csigatempóban elindul a célvonal felé, bár Gagne sportszerűtlen módon próbálja akadályozni (még rá is akar taposni), de végül Turbó beér a célvonalon és ezzel megnyeri a versenyt.
Ezek után a Strip Mall pláza óriási hírnévre tesz szert, és rengeteg vendégük akad. A leglátogatottabb attrakció a Tito által szervezet csigaverseny, ahol a csigák immár a házukra felszerelt speciális hajtóművel versenyeznek, míg Chet lesz a játékvezető. A versenyen Turbó is részt vesz, akinek Tito egy vadonatúj csigaházzal kedveskedik. Ám miközben le akarja váltani az addig a csigaházat védő ragtapaszt, váratlanul felfedezi csigabarátjával együtt, hogy a ház meggyógyult. A verseny kezdete előtt Turbó észreveszi, hogy a háza meggyógyulása közben a szuper-sebessége visszatért, ezért a versenycsiga-csapat "szuperházai" ellen fel tudja venni a versenyt.

## Szereplők

Képkocka a filmből (az autóverseny egyik pillanata)

| Turbó     | Ryan Reynolds                                                                       | Varju Kálmán  |
| Turbó     | Theo, későbbi nevén Turbó, a csiga, aki igazi versenyző szeretne lenni.             |               |
| Chet      | Paul Giamatti                                                                       | Schnell Ádám  |
| Chet      | Turbó túlzottan óvatoskodó és gondviselő bátyja.                                    |               |
| Tito      | Michael Peña                                                                        | Rajkai Zoltán |
| Tito      | A "Dos Bros Taco" nevű taco büfé vezetője. Ő segít Turbónak megvalósítani az álmát. |               |
| Ostor     | Samuel L. Jackson                                                                   | Kőszegi Ákos  |
| Ostor     | A versenycsigák csapatának vezetője, később Turbó mentora.                          |               |
| Csigavér  | Snoop Dogg                                                                          | Dévai Balázs  |
| Csigavér  | A versenycsigák csapatának hihetetlenül laza tagja.                                 |               |
| Parázs    | Maya Rudolph                                                                        | Söptei Andrea |
| Parázs    | A versenycsigák csapatának női tagja, később Chet szerelmi vonzalmának tárgya.      |               |
| Féknyom   | Ben Schwartz                                                                        | Nagy Ervin    |
| Féknyom   | A versenycsigák elszánt és kitartó csapattagja.                                     |               |
| Angelo    | Luis Guzmán                                                                         | Scherer Péter |
| Angelo    | Tito testvére, a "Dos Bros Taco" nevű büfé másik tulajdonosa.                       |               |
| Guy Gagne | Bill Hader                                                                          | Fekete Ernő   |
| Guy Gagne | A francia-kanadai származású ötszörös Indy 500-as bajnok.                           |               |
| Kim-Li    | Ken Jeong                                                                           | Józsa Imre    |
| Kim-Li    | Házsártos öregasszony, ám roppant ügyes tervező, a szponzorcsapat egyik tagja.      |               |
| Paz       | Michelle Rodriguez                                                                  | Balsai Mónika |
| Paz       | Autószerelő lány, akinek tehetsége jól jön a Turbó-csapatnak.                       |               |
| Bobby     | Richard Jenkins                                                                     | Mertz Tibor   |
| Bobby     | Egy hobbibolt tulajdonos, a versenycsigák házának fő modellezője.                   |               |
| Árnyék    | Michael Bell                                                                        | Faragó András |
| Árnyék    | A versenycsigák csapatának nagydarab és nagy dumás tagja.                           |               |

## Turbó képességei
Az alábbiakban Turbó a filmben szereplő képességei következnek, melyek sok esetben megegyeznek az autókéval. Mindezt a szervezetébe bekerülő, mutációt okozó dinitrogén-oxid váltja ki:
SzupersebességAz átlagos csigatempóról hihetetlen gyorsasággal ruházza fel Turbót. Gyorsabb lesz tőle, mint bármelyik versenyautó. Ha túlhevül benne az adrenalin, és a szíve gyorsabban ver, beindul a képessége, és pár perc alatt hihetetlen teljesítményű gyorsaságot produkál. Ilyenkor mindig füstölő kék fénycsíkot húz maga után. Azonban, mint a film során kiderül, a testi épsége összefügg a képességeivel; ha sérülés éri őt, az ereje azzal egyhangúlag gyengülni kezd.
FényszórószemekTurbó képes a szemével világítani a sötétben, mint az autó fényszórói. Ezen képessége jól jön egy sötét alagútban, vagy, ha egy versenyautó alatt kell átkúsznia, hogy megelőzze versenytársait.
FéklámpákHa Turbó hátrafelé halad, a házának két adott pontja vörösen kezd világítani, éppúgy mint a kocsik féklámpái. Tolatásnál igen nagy hasznára válik.
VisszapillantókA szemének többirányú forgatásával Turbó képes hátrafelé is nézni, hogy lássa mi folyik a háta mögött. Mindez ugyancsak jól jön a verseny során.
RádióüzemmódTurbó képes a szájával különböző zenék és hangok lejátszására, mint az autórádió. Ahhoz hogy aktiválja ezt a képességét, össze kell ütnie a két szemét, ami ilyenkor vibrálni kezd, majd a száját erős frekvenciájú hangok hagyják el (éppúgy működik, akár egy hifitorony). Az összes többi képességével ellentétben, Turbó öntudatán kívül cselekszi ezt, és csak a körülötte lévők érzékelik, valahányszor végrehajtja ezt a funkciót. A filmben szereplő dalok között, melyeket Turbó lejátszik, többek közt ott van az Eye of the Tiger a Queentől vagy Tom Jonestól a What's New Pussycat?.
KanyarodásjelzőTolatásnál Turbó farkának a vége jellegzetes fényben kezd el világítani, amely azt jelzi, merre akar fordulni. Ezt a képességét csupán egyszer használja, mikor az összes többivel együtt első alkalommal kipróbálja azokat.
RiasztóÜtéseknél vagy, ha kisebb becsapódás éri hősünket, a háza hangos vészjelző szirénázásba kezd. Ugyancsak akkor fedezi fel ezt, amikor a legtöbb képességét teszteli.

## Televíziós megjelenések
- HBO, HBO Comedy, HBO 2, Super TV2, FEM3 / PRIME, Kiwi TV, Mozi+
- TV2, RTL Három